# Nebulizzatore

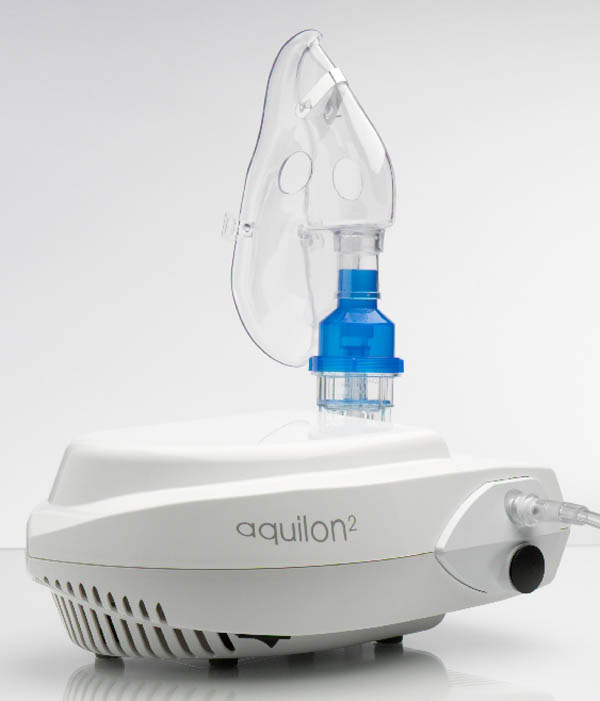
Un nebulizzatore usato per applicazioni mediche

Un nebulizzatore (a volte chiamato anche polverizzatore) è un apparecchio che trasforma un liquido in aerosol dalle gocce molto fini.
Il liquido, immesso da un ugello, viene disperso da un diffusore.

## Applicazioni
Tale dispositivo ha applicazioni in diversi campi scientifico-tecnologici (a partire dai comuni detergenti per la pulizia fino a sistemi più complessi).

### Chimica
I nebulizzatori sono usati in chimica per l'introduzione di campioni liquidi negli strumenti nella spettroscopia e nella spettrometria di massa (assorbimento atomico, emissione atomica, ICP-MS ecc.); i più comuni sono i nebulizzatori pneumatici o quelli a ultrasuoni, ma ne esistono di diversi tipi per applicazioni molto specifiche.

### Medicina
In medicina i nebulizzatori sono usati per somministrare i farmaci sotto forma di aerosol inalato nei polmoni. Sono usati generalmente nel trattamento di asma, fibrosi cistica e altre malattie respiratorie.

### Per l'ambiente

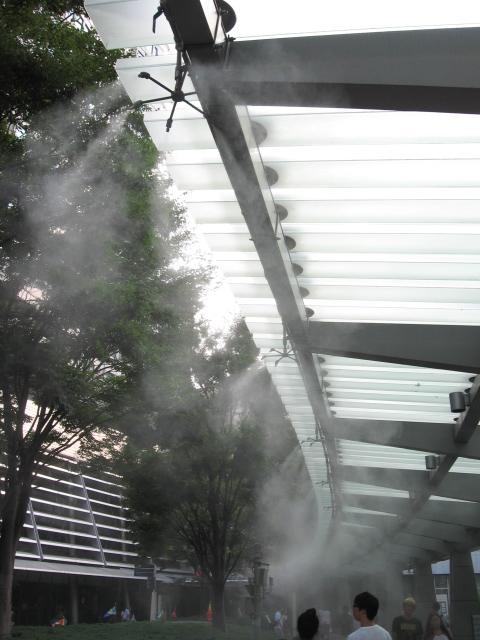
Impianto di nebulizzazione con diffusori (sul soffitto) in un ambiente esterno coperto

Per nebulizzare e raffrescare l'aria una tecnologia è il ventilatore ad acqua.
In alcuni ambienti esterni coperti ove ci sia molto caldo può essere impiegato anche il nebulizzatore per ambienti, dei diffusori posti sul soffitto e collegati ad un tubo per l'acqua in grado di nebulizzarla e di nebulizzare e raffrescare l'aria. Il funzionamento è lo stesso dei ventilatori ad acqua, cioè raffrescare l'aria.